# Авиор
Авиор (Эпсилон Киля) (ε Car / ε Carinae) — звезда в созвездии Киля. Звезда имеет видимую звёздную величину +1,86m, и является одной из ярчайших звёзд ночного неба, но звезда не видна из Северного Полушария (может быть видна из низких широт, начиная с 30-й параллели).
Звезда известна под именем Авиор, но это не классическое имя звезды (не исторического происхождения). Имя звезде присваивалось в конце 1930-х годов для возможности навигации по звезде, при составлении нового звёздного каталога южных звёзд силами ВВС Великобритании. Помимо Эпсилон Киля, было присвоено имя Альфе Павлина — Пикок.
Эписилон Киля — двойная звезда, расположенная в 630 световых годах от Земли. Главный компонент звезды — умирающий оранжевый гигант спектрального класса К3 III, второй компонент — горячая голубая звезда класса B2 V. Компоненты периодически затмевают друг друга, что приводит к снижению общей яркости звезды на 0,1 звёздную величину (такое изменение блеска может быть замечено и человеческим глазом).